# Kohima
Kohima là một thị xã và là nơi đặt ủy ban khu vực thị xã (town area committee) của quận Kohima thuộc bang Nagaland, Ấn Độ.

## Địa lý
Kohima có vị trí 25°40′B 94°07′Đ / 25,67°B 94,12°Đ Nó có độ cao trung bình là 1261 mét (4137 feet).

## Nhân khẩu
Theo điều tra dân số năm 2001 của Ấn Độ, Kohima có dân số 78.584 người. Phái nam chiếm 53% tổng số dân và phái nữ chiếm 47%. Kohima có tỷ lệ 75% biết đọc biết viết, cao hơn tỷ lệ trung bình toàn quốc là 59,5%: tỷ lệ cho phái nam là 79%, và tỷ lệ cho phái nữ là 70%. Tại Kohima, 13% dân số nhỏ hơn 6 tuổi.